# Jean-Pierre Savelli
Pour les articles homonymes, voir Savelli (homonymie).
 (novembre 2018).
Si vous disposez d'ouvrages ou d'articles de référence ou si vous connaissez des sites web de qualité traitant du thème abordé ici, merci de compléter l'article en donnant les références utiles à sa vérifiabilité et en les liant à la section « Notes et références ».
Jean-Pierre Savelli est un chanteur, auteur-compositeur-interprète et producteur de musique français, né le 18 mai 1949 à Toulon (Var)[réf. nécessaire]. 
Il est notamment connu comme membre du duo Peter et Sloane et comme interprète de génériques de dessins animés.

## Biographie
Il rencontre à Paris Michel Legrand qui l'auditionne et lui fait signer son premier contrat. Il lui fait enregistrer La Chanson du Prince du film musical Peau d'âne de Jacques Demy (interprétée dans le film par Jacques Revaux) et compose le titre principal de son tout premier 45 tours Un goût de soleil, de pomme et de miel qui donne le coup d'envoi de sa carrière. La chanson gagne le grand prix de la Rose d'or d'Antibes en 1972. Jean-Pierre Savelli part ensuite en tournée avec Claude François puis avec Serge Lama avant de représenter la France au festival de Tokyo avec une chanson inédite de Michel Legrand.
En 1973, il a fait partie de la distribution originale du premier opéra-rock français, La Révolution française de Claude-Michel Schönberg et Raymond Jeannot, livret d'Alain Boublil et Jean-Max Rivière, au Palais des sports de Paris aux côtés notamment de Noëlle Cordier, Antoine, Claude-Michel Schönberg, Jean Schultheis, Jean-François Michael, Alain Bashung, Gérard Rinaldi, Les Charlots, Gérard Blanc et le Martin Circus.
De 1979 à 1983, il remporte un succès en tant qu’interprète des génériques de dessins animés comme Goldorak, X-Or, Il était une fois… l'Espace, Albator  qui se traduit par cinq millions de disques vendus.
En 1984, il crée avec Sloane le duo Peter et Sloane qui lui permet de devenir avec Besoin de rien, envie de toi, le premier leader du Top 50 pendant neuf semaines. Le 45 tours s’écoule à l’époque à deux millions d’exemplaires. Suivent le premier album du duo C'est la vie d'château avec toi (1985) et le single Reste là (1987), sous son seul nom et en collaboration avec Bernard Estardy.
Parrainé par le Secrétariat d'État chargé de la Famille, Jean-Pierre Savelli chante Les enfants ont tous des droits en 1989. Interprétée en huit langues pour une vingtaine de télévisions, elle donne lieu à une tournée dans sept villes de Roumanie devant des milliers d'enfants à qui seront distribués plus de cinq mille disques à travers leurs écoles.
Au début des années 1990, c’est avec un album de quatorze chansons que Jean-Pierre Savelli rend hommage à son père, Carlo Cotti, chanteur des années 1940. Il interprète aussi le générique de la série pour enfants Wishbone (en) diffusée sur Canal Jimmy et France 2.
En 2002 sort un album de reprises du duo Peter et Sloane avec cinq chansons originales chez AB Productions.
2011 marque le retour aux sources avec un  album hommage aux légendes du jazz réalisé en collaboration avec Patricia Lenoir et la participation de complices musiciens de longue date pour des titres tels que Vas-y joue à Si ça n’tenait qu’à moi.
Il interprète son propre rôle dans les films produits par Thomas Langmann Stars 80 (2012) et Stars 80, la suite (2017), suivis d'un single Les Années 80 avec la participation de quelques chanteurs ayant participé au film.
En 2016 et 2017, ils sortent les singles Ne cherche pas de raisons et L'Hiver en juillet.
Il participe à l'aventure Radio Top Fm à Bandol en tant que chroniqueur.
Il vit depuis 2017 dans le sud près de Toulon, sa ville natale. Il a créé avec sa femme Sandry des Ateliers comédies musicales pour enfants et adultes. Sa femme dirige par ailleurs une école de Zumba et Latino fitdance.
Jean-Pierre Savelli continue sa carrière de chanteur, après avoir quitté le duo qu'il formait avec Sloane, il a enregistré dans son studio plusieurs singles et produit également de jeunes artistes du sud de la France.
Il se produit dans un spectacle Nos années 80 entouré de chanteuses, danseuses, disc-jockey et de son équipe technique "Show event".
À l'été 2020, il sort son nouveau single Le Désir d'aimer enregistré pendant le confinement entre la Corse et le continent avec des musiciens corses et l'arrangeur Maurice Bastid avec lequel il a co-écrit la chanson. Une version en corse est sur le single.

### Activités annexes
Passionné de ballon rond, Jean-Pierre Savelli crée son équipe : le Samba Football Club de France, composé de chanteurs, comédiens, journalistes professionnels du football. Le Samba FCF se produit dans différentes manifestations à but humanitaire. Entre 1992 et 1993, il sera d’ailleurs invité à représenter la France à la première coupe d'Europe de la Solidarité avec la participation de six pays.
Il crée le groupe des « Foot-Girls » et leur écrit le premier hymne des supportrices de la France pour la Coupe du monde de football. Il écrit en parallèle l'hymne des championnats du monde de tennis de table.

## Minuit 10 Productions
1991 voit naître sa maison de production Minuit 10 Productions spécialisée en jingles publicitaires, musiques d'illustrations, génériques télé, chansons pour enfants.
Jean-Pierre Savelli écrit également If You Stop pour le premier album d'Indra et Never let you go pour le second.
Il travaille avec la parolière Rolande Bouhour et compose une comédie musicale pour les enfants Le Chevalier Cristal créée en décembre 2004.
Alors qu’il vient d'écrire le prologue du nouveau spectacle du cabaret Michou de l'An 2000, Jean-Pierre Savelli est choisi par Pierre Porte, compositeur des revues du Moulin rouge, pour interpréter les chansons de la nouvelle revue de l'an 2000 Féerie.
Il présente également sur scène le spectacle Manga Story, où il interprète les génériques des dessins animés des années 70-80.
Il produit le spectacle humoristique Zize 100 % Marseillaise, le premier album d'Alexandra Gomez, d'Olivier Berretta et le premier single de Joanna (fille de Clémence de La Compagnie créole).